# 豊田国際体操競技大会
豊田国際体操競技大会（とよたこくさいたいそうきょうぎたいかい）は、毎年12月に愛知県豊田市の豊田市総合体育館（スカイホール豊田）で開催されていた体操競技の国際大会である。

## 概要
豊田市・豊田市教育委員会・中日新聞社主催、日本体操協会共催で行われていた。
国内外の有力選手を招待し男子6種目、女子4種目の種目別で争う。

## 歴史
この大会は元々、1970年より「中日カップ名古屋国際体操競技選手権大会」として愛知県体育館、のちに名古屋市総合体育館で開かれていた。中日カップでは個人総合と種目別を実施していた。
だが、中日カップは2004年大会を最後に休止。その後、3年の休止を経て、会場を豊田市に移して復活したのがこの「豊田国際体操競技大会」である。2020年は中止。その後2021年6月、新型コロナの影響で2021年も中止し、2022年以降の開催を見送ったため大会は終了。